# Anoplogaster cornuta
O peixe-ogro (Anoplogaster cornuta) vive nos oceanos Atlântico e Pacífico, é capaz de viver em profundidades que variam entre 500 a mais de 5 mil metros de   
profundidade. Chegam a medir até 18 centímetros, possuindo grandes dentes que impedem que ele feche completamente sua boca, e que servem também para prender suas presas, que são sugadas para dentro da boca sem conseguir escapar.
Embora esse animal pode parecer um verdadeiro monstro, na verdade é um pequeno peixe. Ele tem um corpo curto, profundo e com uma cabeça e boca grandes. A cabeça contém numerosas cavidades mucosas separados por cristas serrilhadas. Estas cavidades são cobertas por pele fina. O corpo deste peixe é coberto com escamas pequenas e espinhosas, e sua cor varia do preto ao castanho escuro.

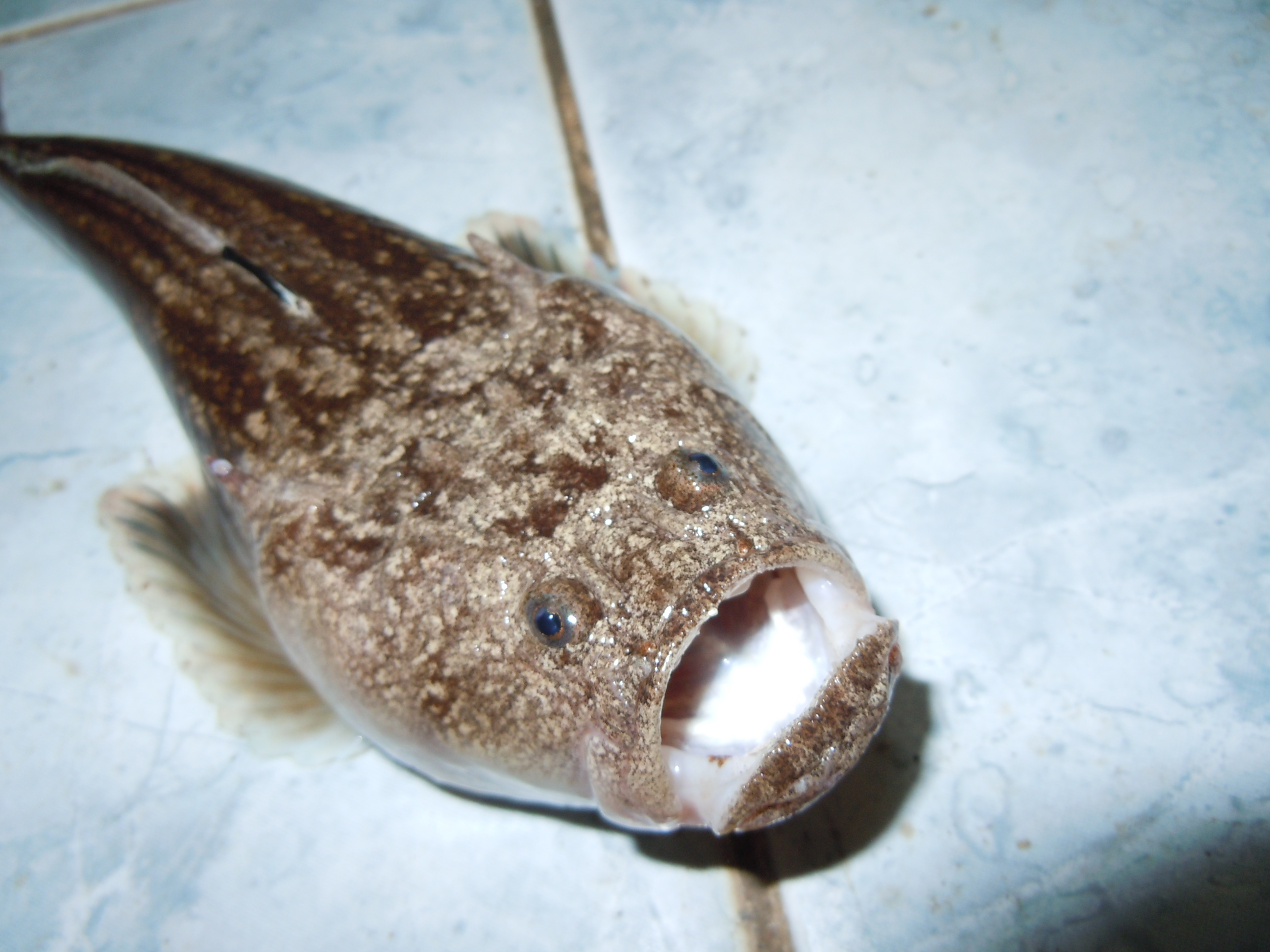
Peixe-ogro.

Ele tem olhos muito pequenos que são definidos no alto da cabeça. Para compensar a visão relativamente pobre, o peixe-ogro desenvolveu uma linha invulgarmente proeminente lateral, que ajuda a sentir movimento e vibração a partir da água circundante.